# Alpesisí az 1936. évi téli olimpiai játékokon
Az 1936. évi téli olimpiai játékokon alpesisíben két versenyszámot rendeztek. A versenyeket február 7. és 9. között tartották Garmisch-Partenkirchenben. Először rendeztek alpesisí versenyt az olimpiák történetében. Négy magyar induló volt a sportágban.

## Részt vevő nemzetek
A versenyeken 26 nemzet 203 sportolója vett részt.
- Ausztria (AUT) (4 – 4 nő)
- Belgium (BEL) (4 – 4 férfi)
- Bulgária (BUL) (3 – 3 férfi)
- Csehszlovákia (TCH) (7 – 4 férfi, 3 nő)
- Egyesült Államok (USA) (8 – 4 férfi, 4 nő)
- Észtország (EST) (1 – 1 nő)
- Franciaország (FRA) (3 – 3 férfi)
- Görögország (GRE) (1 – 1 férfi)
- Hollandia (NED) (1 – 1 nő)
- Japán (JPN) (3 – 3 férfi)
- Jugoszlávia (YUG) (4 – 4 férfi)
- Kanada (CAN) (7 – 3 férfi, 4 nő)
- Lengyelország (POL) (3 – 3 férfi)
- Lettország (LAT) (3 – 2 férfi, 1 nő)
- Liechtenstein (LIE) (2 – 2 férfi)
- Luxemburg (LUX) (1 – 1 férfi)
- Magyarország (HUN) (4 – 4 férfi)
- Nagy-Britannia (GBR) (8 – 4 férfi, 4 nő)
- Németország (GER) (8 – 4 férfi, 4 nő)
- Norvégia (NOR) (7 – 4 férfi, 3 nő)
- Olaszország (ITA) (8 – 4 férfi, 4 nő)
- Románia (ROU) (4 – 4 férfi)
- Spanyolország (ESP) (2 – 2 nő)
- Svédország (SWE) (1 – 1 férfi)
- Svájc (SUI) (2 – 2 nő)
- Törökország (TUR) (4 – 4 férfi)

## Éremtáblázat
| Az 1936. évi téli olimpiai játékok összesített éremtáblázata alpesisíben | Az 1936. évi téli olimpiai játékok összesített éremtáblázata alpesisíben | Az 1936. évi téli olimpiai játékok összesített éremtáblázata alpesisíben | Az 1936. évi téli olimpiai játékok összesített éremtáblázata alpesisíben | Az 1936. évi téli olimpiai játékok összesített éremtáblázata alpesisíben | Olimpia  |
| ------------------------------------------------------------------------ | ------------------------------------------------------------------------ | ------------------------------------------------------------------------ | ------------------------------------------------------------------------ | ------------------------------------------------------------------------ | -------- |
|                                                                          | Ország                                                                   | Arany                                                                    | Ezüst                                                                    | Bronz                                                                    | Összesen |
| 1.                                                                       | Németország (GER)                                                        | 2                                                                        | 2                                                                        | 0                                                                        | 4        |
|                                                                          |                                                                          |                                                                          |                                                                          |                                                                          |          |
| 2.                                                                       | Franciaország (FRA)                                                      | 0                                                                        | 0                                                                        | 1                                                                        | 1        |
| 2.                                                                       | Norvégia (NOR)                                                           | 0                                                                        | 0                                                                        | 1                                                                        | 1        |
|                                                                          |                                                                          |                                                                          |                                                                          |                                                                          |          |
| Összesen                                                                 | Összesen                                                                 | 2                                                                        | 2                                                                        | 2                                                                        | 2        |

## Érmesek
| Az 1936. évi téli olimpiai játékok érmesei alpesisíben |                                  |       |                                       |       |                                     |       |
| Versenyszám                                            | Arany                            | Arany | Ezüst                                 | Ezüst | Bronz                               | Bronz |
| Férfi összetett                                        | Franz Pfnür · Németország (GER)  | 99,25 | Gustav Lantschner · Németország (GER) | 96,26 | Émile Allais · Franciaország (FRA)  | 94,69 |
| Női összetett                                          | Cristl Cranz · Németország (GER) | 97,06 | Käthe Grasegger · Németország (GER)   | 95,26 | Laila Schou Nilsen · Norvégia (NOR) | 93,48 |